# Campionati del mondo di ciclismo su strada juniors
I Campionati del mondo di ciclismo su strada Juniors UCI (in inglese UCI Juniors Road World Championships) erano i campionati del mondo UCI di ciclismo su strada che assegnavano i titoli per la categoria Juniors. Gestiti dall'Unione Ciclistica Internazionale, dalla stagione 2011 sono parte integrante del programma dei Campionati del mondo di ciclismo su strada.

## Storia
I campionati del mondo di ciclismo (strada e pista) riservati alla categoria Juniors si svolsero per la prima volta nel 1975, e nel 1987 vennero aperti anche alle prove femminili. Nel 1994 (nel 1995 per le ragazze) venne assegnato per la prima volta, oltre al titolo in linea, il titolo su strada a cronometro. L'organizzazione delle gare mondiali Juniors rimase al di fuori dei campionati del mondo di ciclismo su strada fino al 1997, quando anche le prove Juniors furono inserite nel programma della manifestazione riservata ad Elite e Under-23.
Dal 2005 al 2010 i campionati del mondo su strada Juniors sono stati di nuovo organizzati come evento a parte (fino al 2009 come evento congiunto con i campionati del mondo su pista di categoria); dall'edizione di Copenaghen 2011 le competizioni iridate Elite/Under-23 e Junior sono quindi tornate unite in un'unica rassegna.

## Albo d'oro
Cronometro
- Cronometro individuale maschile (1994-oggi)
- Cronometro individuale femminile (1995-oggi)

Gara in linea
- Gara in linea maschile (1975-oggi)
- Gara in linea femminile (1987-oggi)

## Edizioni
| Anno | Paese            | Città                 |
| ---- | ---------------- | --------------------- |
| 1975 | Svizzera         | Orbe e Chalet-à-Gobet |
| 1976 | Belgio           | Liegi                 |
| 1977 | Austria          | Vienna                |
| 1978 | Stati Uniti      | Washington            |
| 1979 | Argentina        | Buenos Aires          |
| 1980 | Messico          | Città del Messico     |
| 1981 | Germania Est     | Grimma                |
| 1982 | Italia           | Marsciano e Deruta    |
| 1983 | Nuova Zelanda    | Wanganui              |
| 1984 | Francia          | Beuvron-en-Auge       |
| 1985 | Germania Ovest   | Stoccarda             |
| 1986 | Marocco          | Casablanca            |
| 1987 | Italia           | Bergamo               |
| 1988 | Danimarca        | Odense e Vissenbjerg  |
| 1989 | Unione Sovietica | Mosca                 |
| 1990 | Regno Unito      | Middlesbrough         |

| Anno | Paese       | Città             |
| ---- | ----------- | ----------------- |
| 1991 | Stati Uniti | Colorado Springs  |
| 1992 | Grecia      | Olimpia           |
| 1993 | Australia   | Perth             |
| 1994 | Ecuador     | Quito             |
| 1995 | Italia      | Forlì             |
| 1996 | Slovenia    | Novo Mesto        |
| 1997 | Spagna      | San Sebastián     |
| 1998 | Paesi Bassi | Valkenburg        |
| 1999 | Italia      | Verona            |
| 2000 | Francia     | Plouay            |
| 2001 | Portogallo  | Lisbona           |
| 2002 | Belgio      | Zolder e Hasselt  |
| 2003 | Canada      | Hamilton          |
| 2004 | Italia      | Verona            |
| 2005 | Austria     | Salisburgo        |
| 2006 | Belgio      | Spa-Francorchamps |

| Anno | Paese                                 | Città                                 |
| ---- | ------------------------------------- | ------------------------------------- |
| 2007 | Messico                               | Aguascalientes                        |
| 2008 | Sudafrica                             | Città del Capo                        |
| 2009 | Russia                                | Mosca                                 |
| 2010 | Italia                                | Offida                                |
| 2011 | Danimarca                             | Copenaghen                            |
| 2012 | Paesi Bassi                           | Limburgo                              |
| 2013 | Italia                                | Toscana                               |
| 2014 | Spagna                                | Ponferrada                            |
| 2015 | Stati Uniti                           | Richmond                              |
| 2016 | Qatar                                 | Doha                                  |
| 2017 | Norvegia                              | Bergen                                |
| 2018 | Austria                               | Innsbruck                             |
| 2019 | Regno Unito                           | Yorkshire                             |
| 2020 | annullati per la pandemia di COVID-19 | annullati per la pandemia di COVID-19 |
| 2021 | Belgio                                | Fiandre                               |
| 2022 | Australia                             | Wollongong                            |
| 2023 | Regno Unito                           | Glasgow                               |
| 2024 | Svizzera                              | Zurigo                                |